# Náboženský fetišismus

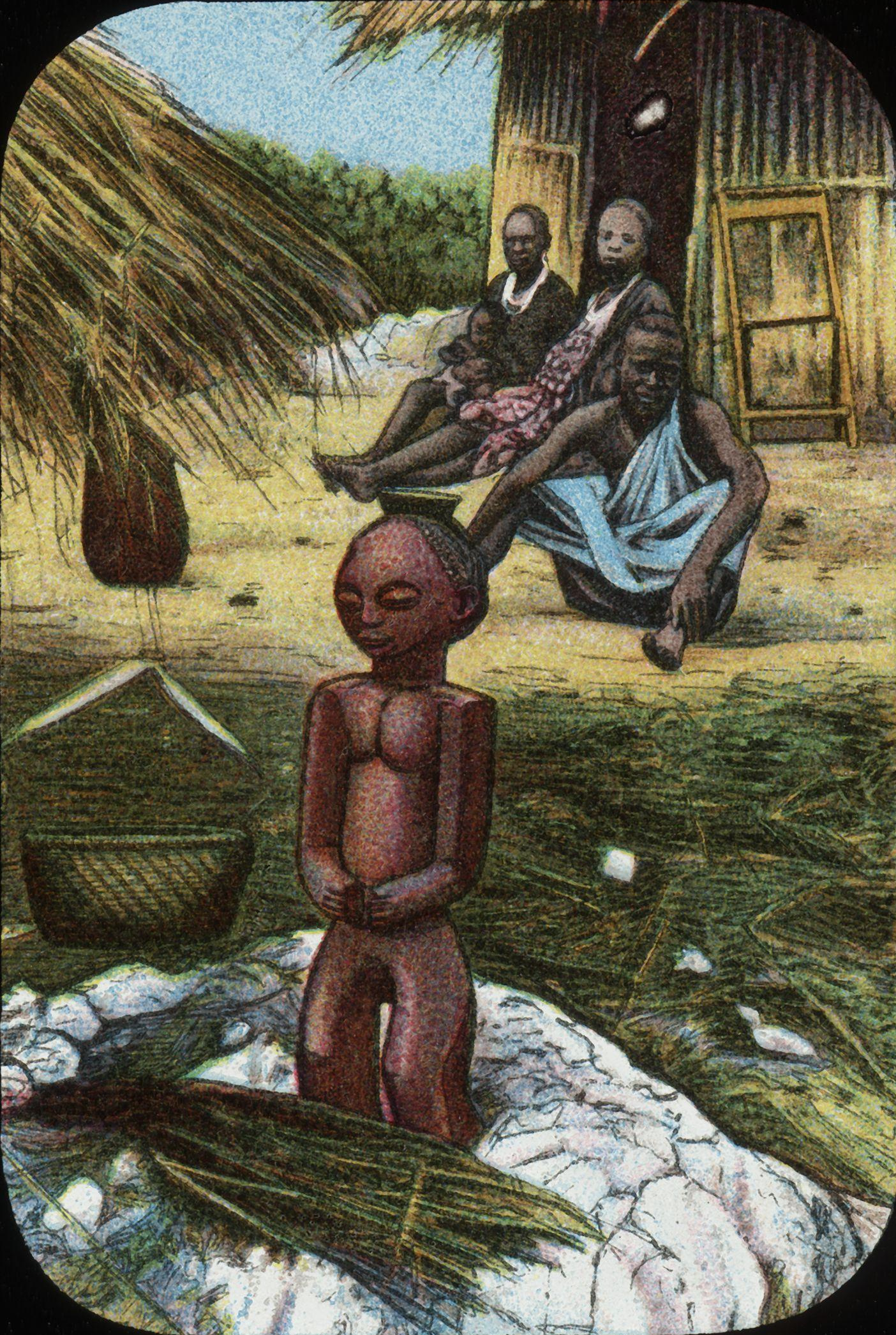
Vyobrazení fetiše v jižní Africe; Londýnská misionářská společnost, kolem 1900

Fetišismus je zastaralý termín z oblasti antropologie náboženství, který označuje uctívání neživých objektů na základě jejich magické moci či toho, že jsou obývány nějakým duchem. Od idolu byl fetiš odlišován tím, že je uctíván pro svou vlastní povahu a není tak obrazem, symbolem či příbytkem božstva, má tedy blíže magii či čarodějnictví než pohanství.

## Vývoj pojmu
Autorem termínu byl učenec Charles de Brosses, který jej použil roku 1760 ve svém díle Du culte des dieux fétiches (Kult bohů fetišů). Výraz fetiš, francouzsky fétiche, de Brosses převzal z portugalského feitiço (čarodějnictví, kouzlo, amulet, zaklínadlo), které vychází zase z latinského slova facticius (vyrobený), které bylo také užíváno ve smyslu „umělý“ či „smyšlený“. Ve středověkém křesťanském myšlení byly jako facticius označovány objekty jako amulety, kultovní obrazy nebo lektvary spojované s čarodějnictvím, které byly dávány do opozice k podobným objektům zaštítěným církví. Z téže doby vychází i myšlenka rozdílu mezi fetišem a idolem. V době rozvoje portugalského obchodu na západním pobřeží Afriky, tedy od 15. století, se termínu feitiço počalo užívat při popisu afrického náboženství, zatímco termín idolo byl spíše v pozadí. Jako feitiço mohlo být označení užito při výměnném obchodu oběma stranami pro širokou škálu objektů: náboženské předměty, lékařské přípravky, ženské ozdoby, ale také obecně pro jakékoliv zboží. Cestovatelé té doby často popisovali předměty, které dostali darem od Afričanů, jako nadané magickou mocí či obývané duchy.
Od 18. století pojem fetiš počali používat racionalističtí a osvícenští autoři ke kritice katolického klerikalismu a náboženských obřadů a výraz tak přestal popisovat pouze africký fenomén. V takovém duchu Charles de Brosses odmítl přisuzování nadpřirozených sil hmotným objektům a africké praktiky přirovnal právě ke katolickým. Později Charles de Brosses vytvořil samotný pojem fetišismus, přičemž jej chápal jako nejprimitivnější formu náboženství, předcházející polytheismu, která přežívá i v pozdějších náboženských systémech, za fetiše považoval například biblický urím a tumím, egyptské obelisky nebo algonkinské manitou. Immanuel Kant ve svém díle Náboženství v mezích čistého rozumu z roku 1793 přirovnal fetišismus ke klerikalismu, v souvislosti s svou kritikou obřadů a církve. Georg Hegel na počátku 30. let 19. století však zase omezil existenci fetišismu na Afriku, přisuzoval ho lidem, kteří měli stát mimo historii, morálku a Boha. V téže době Auguste Comte označil fetišmus jako nejstarší fázi teologické etapy lidské historie, předcházející polytheismu a monotheismu. Archeolog John Lubbock označil v roce 1870 fetišismus za první formu náboženství, následující prvotní ateismus, a termín byl oblíben i německou školou etnopsychologie. V téže době však koncept soupeřil s dalšími hypotetickými prvními stádii náboženství v rámci náboženského evolucionismu jako byl animismus, animatismus, totemismus a další s konceptem prvotního monotheismu. Termín byl taktéž převzat Karlem Marxem, který vytvořil pojem zbožního fetišismu, který odkazuje na zvěcnění lidských vztahů a zhmotnělou práci, která se stala zbožím. V psychoanalýze se pojem fetišismus počal používat pro obranný mechanismus před kastrační úzkostí. Psycholog Alfred Binet zase zavedl termín sexuální fetišismus, který označuje erotické zaměření na určité předměty či části těla.
Od termínu fetišismu je postupně upouštěno, vzhledem k tomu že takový systém víry, ani předměty, které by v něm měly být uctívány, jako takové neexistují, a vznikl v z potřeby rozlišení mezi „pravým náboženstvím“ a vědou západních badatelů od „falešného náboženství“, „pověry“ či „pohanství“ domorodých národů. Antropolog Marcel Mauss považoval koncept fetišismu za produkt nedorozumění mezi Afričany a Evropany a domníval se že by bylo lepší, kdyby úplně zmizel z antropologického slovníku.  Termín taktéž kritizoval historik a bojovník za občanská práva W. E. B. Du Bois jako uměle vytvořený symbol afrického náboženství, který měl posílit představu „barbarského negra“.